# Clevelandi egyezmény
A clevelandi egyezmény volt az első egyezség a csehek és szlovákok közös fellépéséről a nemzeti függetlenedés érdekében. Az első világháború alatt, 1915-ben írták alá. 1918. május 31-én a pittsburghi egyezmény váltotta fel.

## Tartalma
Az Egyesült Államokban élő szlovákság csak föderatív szerkezetű (szlovák autonómiával) a csehekkel közös államban volt hajlandó gondolkodni. A hosszú hónapokig tartó tárgyalások eredménye lett az 1915. október 22-i egyezmény, melyet az amerikai Szlovák Liga és a Cseh Nemzeti Egyesület írt alá. 5 pontos programot fogadtak el, mely az önállóságot, föderatív államszövetséget (szlovák autonómia előirányzása), általános, titkos és közvetlen választásokat, demokratikus perszonáluniós kormányt és az egyezmény esetleges kibővítésének módját tartalmazta. Az egyezmény további részei a délszlávokkal való tárgyalásokra törekedett.